# Ʃ
エッシュ (Esh) とは、無声後部歯茎摩擦音を表すためのラテン文字である。
大文字はギリシア文字のシグマ（Σ）の形をしている。小文字は長いsの書き方のひとつと同じで、積分記号にも似ている。
歴史的には16世紀のイタリア語の正書法改革案として用いられたことがある。また19世紀にはアイザック・ピットマンとアレクサンダー・ジョン・エリスによる表音的正書法のフォノタイピーで使用されていた。
国際音声記号では小文字の[ʃ]のみが使用される。1928年に制定されたアフリカ・アルファベットのような国際音声記号に基いた正書法では大文字・小文字ともに使用される。

## 符号位置
| 大文字 | Unicode | JIS X 0213 | 文字参照       | 小文字 | Unicode | JIS X 0213 | 文字参照       | 備考     |
| ------ | ------- | ---------- | -------------- | ------ | ------- | ---------- | -------------- | -------- |
| Ʃ      | U+01A9  | -          | &#x1A9; &#425; | ʃ      | U+0283  | 1-10-72    | &#x283; &#643; | エッシュ |